# 富山県道167号日中五百石線

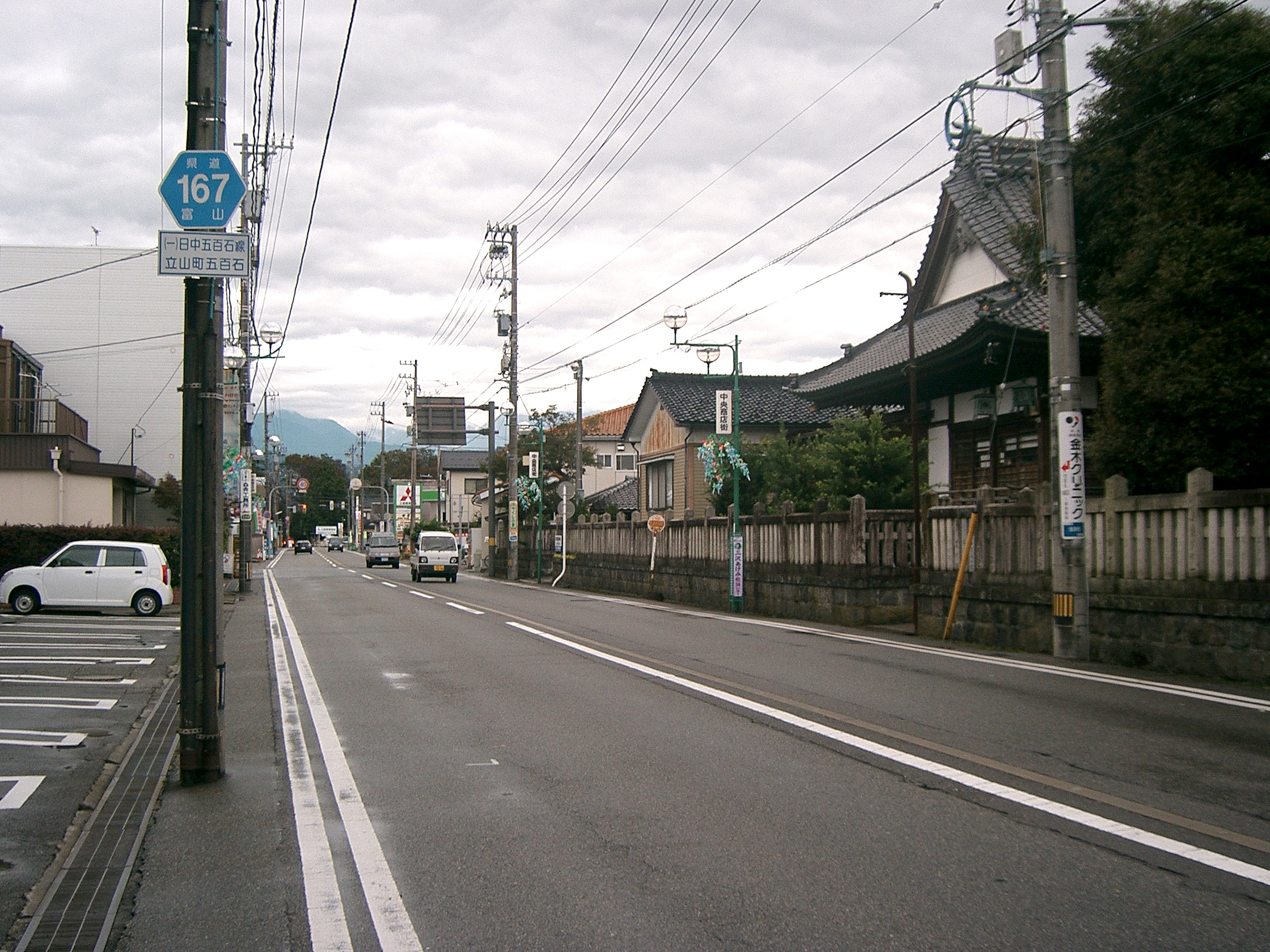
終点・立山町五百石天満宮前交差点より東を望む

富山県道167号日中五百石線（とやまけんどう167ごう にっちゅうごひゃくこくせん）は、富山県中新川郡立山町内を通る一般県道である。

## 概要

### 路線データ
- 起点：富山県中新川郡立山町日中（富山県道157号寺坪上市線交点）
- 終点：富山県中新川郡立山町五百石東中割（富山県道3号富山立山魚津線交点）
- 実延長：3,360m

## 沿革
- 1960年（昭和35年）4月23日 - 認定[1]

## 地理

### 通過する自治体
- 富山県中新川郡立山町

### 接続する道路
- 富山県道157号寺坪上市線（起点：日中北交差点）
- 富山県道6号富山立山公園線（江崎交差点）
- 富山県道3号富山立山魚津線（終点：天満宮前交差点）

### 周辺
- 富山地方鉄道立山線 五百石駅
- 富山県富山土木センター 立山土木事務所
- 立山町消防本部
- 立山町役場
- 立山町立高野小学校
- 北陸銀行 立山支店
- 富山第一銀行 立山支店
- 立山郵便局
- 立山製紙 本社・工場